# Chernik
Chernik (búlgaro: Черник) es un pueblo de Bulgaria perteneciente al municipio de Dulovo de la provincia de Silistra.
Con 2343 habitantes en 2011, es la segunda localidad más importante del municipio tras la capital municipal Dulovo.
La localidad está habitada principalmente por turcos de origen qizilbash. El principal monumento de la localidad es una türbe construida en 1994. La fiesta local del pueblo es el 6 de mayo.
Se ubica en la periferia occidental de la capital municipal Dulovo, en la salida de dicha ciudad por la carretera 23 que lleva a Ruse.